# Ancistrothyrsus
Ancistrothyrsus es un género de plantas con flores de la familia Passifloraceae. Comprende 2 especies descritas y  aceptadas. Es originario de Sudamérica.

## Taxonomía
El género fue descrito por Hermann Harms y publicado en Notizblatt des Botanischen Gartens und Museums zu Berlin-Dahlem 11: 146, f. 4. 1931. La especie tipo es: Ancistrothyrsus tessmannii Harms	   

## Especies aceptadas
A continuación se brinda un listado de las especies del género Ancistrothyrsus aceptadas hasta julio de 2014, ordenadas alfabéticamente. Para cada una se indica el nombre binomial seguido del autor, abreviado según las convenciones y usos.
- Ancistrothyrsus hirtellus A.H.Gentry
- Ancistrothyrsus tessmannii Harms